# Аглаімов Всеволод Петрович
Всеволод Петрович Аглаімов (1892—1965 роки) — ротмістр 12-го гусарського Охтирського полку, учасник Білого руху.

## Життєпис
Зі спадкових дворян Харківської губернії. Освіту здобув у Кишинівському реальному училищі, де закінчив повний курс.
У 1911 році закінчив Миколаївське кавалерійське училище, звідки випущений корнетом у 12-й гусарський Охтирський полк, в рядах якого і вступив у Першу світову війну. За бойові заслуги нагороджений усіма орденами, аж до ордена Св. Володимира 4-го ступеня. Підвищений до поручика 10 вересня 1914 року «за вислугу років», до штабс-ротмістра — 20 лютого 1916 року.
У Громадянську війну брав участь у Білому русі у складі Добровольчої армії і ЗСПР. З 22 лютого 1919 року — командир ескадрону свого полку, ротмістр. В Російській армії — полковник, командир дивізіону 3-го кавалерійського полку до евакуації Криму. Нагороджений орденом Св. Миколи Чудотворця.
|  | За те, що в бою 17 липня 1920 року у с. М. Токмачка, командуючи ескадроном під страшним вогнем противника, за власною ініціативою стрімко атакував ворожу 4-х гарматну батарею, особисто порубав обслугу та повернув захоплені у повній запряжці 3 гармати проти червоних, внісши паніку в їх ряди, що дало змогу полку блискуче закінчити атаку та захопити багато полонених, кулемети та інші трофеї. |

З 18 грудня 1920 року перебуває у складі 2-го кавалерійського полку в Галліполі. У 1922—1923 роках очолював групу офіцерів Охтирського гусарського, Білгородського уланського і Ізюмського гусарського полків на розбиранні старих військових укріплень у Белграді.
У 1923 році переїхав до Франції, служив у бюро, згодом став шофером в американському посольстві у Парижі. Був членом правління Об'єднання колишніх вихованців Миколаївського кавалерійського училища (1929) і головою Об'єднання гусарського Охтирського полку. Пізніше переїхав до США, з 1944 року служив картографом в американській армії.
Помер у 1965 році у Вашингтоні. Похований на кладовищі Рок-Крік.

## Нагороди
- Орден Святого Станіслава 3-го ст. з мечами та бантом (ВП 5.12.1914).
- Орден Святої Анни 3-й ст. з мечами та бантом (ВП 5.12.1914).
- Орден Святої Анни 4-го ст. з написом «за хоробрість» (ВП 5.12.1914).
- Орден Святого Володимира 4-го ступеня. з мечами та бантом (ВП 28.02.1915).
- Орден Святого Станіслава 2-й ст. з мечами (ВП 8.05.1916).
- Орден Святителя Миколи Чудотворця (Наказ Головнокомандувача № 3705, 7 жовтня 1920).